# Betsucomi
Betsucomi (яп. ベツコミ), ранее Bessatsu Shojo Comic (яп. 別冊少女コミック бэссацу сё:дзё комикку) — японский ежемесячный манга-журнал, выпускаемый издательством Shogakukan. В журнале печатается сёдзё-манга, предназначенная для молодых девушек и девочек. Этот журнал конкурирует с такими изданиями, как Bessatsu Margaret, Princess и LaLa. Был основан в 1970 году.

## Манга, выходящая вBetsucomi
- Мики Аихара
  - Hot Gimmick
  - So Bad!
- Митиё Акаиси
  - «Alto» no «A»
- Хинако Асихара
  - Sand Chronicles
- Канэёси Идзуми
  - Doubt!!
  - Sonnan Ja Nee Yo!
- Кахо Миясака
  - Binetsu Shojo
- Тиэ Синохара
  - Mizu ni Sumu Hana
- Юми Тамура
  - Basara
- Акими Ёсида
  - Banana Fish
- Каноко Сакуракодзи
  - Backstage Prince
- Како Мицуки
  - Ai Hime~Ai to Himegoto